# Aspitha agenoria
Espèce
Aspitha agenoria est une espèce de lépidoptères de la famille des Hesperiidae, de la sous-famille des Pyrginae et de la tribu des Pyrrhopygini.

## Dénomination
Aspitha agenoria a été nommé par William Chapman Hewitson en 1876.

### Nom vernaculaire
Aspitha agenoria se nomme Red-lobed Firetip ou Red-collared Firetip en anglais,.

### Sous-espèces
- Aspitha agenoria agenoria; présent au Pérou.
- Aspitha agenoria cruor (Druce, 1908); présent au Pérou.
- Aspitha agenoria sanies (Druce, 1908); présent en Bolivie[1].

## Description
Aspitha agenoria est un papillon  au corps trapu marron ou noir, aux extrémités de la tête et de l'abdomen rouge. 
Les ailes sont de couleur marron ou noire, avec aux ailes postérieures une grosse tache formée de poils rouge à l'angle anal. Les ailes antérieures peuvent être barrées ou non d'une bande blanche veinée.
Le revers est semblable.

## Écologie et distribution
Aspitha agenoria est présent en Colombie, au Surinam, en Bolivie et au Pérou,.

### Protection
Pas de statut de protection particulier.